# Vršatské Podhradie
Vršatské Podhradie este o comună slovacă, aflată în districtul Ilava din regiunea Trenčín. Localitatea se află la altitudinea de 650 m deasupra n.m., se întinde pe o suprafață de 13,431 km2 și în 2015 număra 232 de locuitori. Se învecinează cu comuna Červený Kameň.

## Istoric
Localitatea Vršatské Podhradie este atestată documentar din 1439.

## Demografie
| An:                | 1994 | 2004    | 2014   | 2024   |
| ------------------ | ---- | ------- | ------ | ------ |
| Număr de persoane: | 283  | 249     | 238    | 217    |
| Diferență:         |      | −12,01% | −4,41% | −8,82% |

| An:                | 2023 | 2024   |
| ------------------ | ---- | ------ |
| Număr de persoane: | 216  | 217    |
| Diferență:         |      | +0,46% |